# Hulk Hogan
 Der er for få eller ingen kildehenvisninger i denne artikel, hvilket er et problem. Du kan hjælpe ved at angive troværdige kilder til de påstande, som fremføres i artiklen.

Terry Gene Bollea (født 11. august 1953, død 24. juli 2025), bedre kendt under ringnavnet Hulk Hogan, var en amerikansk skuespiller og wrestler. Han blev en af verdens mest succesrige wrestlere og fik i 1980'erne, efter sin rolle i Rocky III, underholdningssporten ind i populærkulturen. Igennem flere årtier wrestlede han med stor succes i både World Championship Wrestling (WCW) og World Wrestling Entertainment (WWE), som anerkender ham som 12-dobbelt verdensmester.
Bollea fik kæmpe succes i 1980'erne, da han wrestlede i World Wrestling Federation (WWF) som den amerikanske superhelt Hulk Hogan. Hulk Hogan vandt WWF's VM-titel fem gange, inden han forlod organisationen i 1993. I 1994 fortsatte Hulk Hogan karrieren i World Championship Wrestling (WCW), hvor han dog i sommeren 1996 vendte sine fans ryggen og dannede heel-gruppen New World Order (nWo). Under sit nye ringnavn Hollywood Hogan opnåede Bollea atter succes og vandt WCW's VM-titel seks gange i perioden fra 1994 til 2000. I 2002 vendte Bollea for en kort periode tilbage til WWF, hvor han blandede elementer fra rollen som både Hulk Hogan og Hollywood Hogan, og han vandt WWF's VM-titel for sjette gang, hvilket gjorde ham til en 12-dobbelt verdensmester.
I 2005 blev Hulk Hogan indsat i WWE Hall of Fame. Udover at være en 12-dobbelt verdensmester vandt han også WWE's World Tag Team Championship sammen med Edge og Royal Rumble i 1990 og 1991.

## Wrestling-karriere

### Bollea bliver til Hulk (1976-1979)
Terry Bollea blev trænet af Hiro Matsuda, der i 1970'erne var én af de mest anerkendte trænere inden for wrestling. Bollea fik sin wrestlingdebut d. 10. august 1977 i Florida mod Brian Blair. Senere begyndte Bollea at wrestle med en maske under ringnavnet The Super Destroyer. Nogle måneder senere dannede han et tagteam med sin gode ven Ed Leslie (senere kendt som Brutus Beefcake) under ringnavnet Terry Boulder. I denne periode medvirkede Bollea i et talkshow, hvor han sad ved siden af Lou Ferrigno, der var kendt fra tv-serien The Incredible Hulk. Talkshowværten bemærkede, at Bollea, der var to meter høj og vejede 135 kg, fik Ferrigno til at se lille ud. Det resulterede efterfølgende i, at Bollea begyndte at wrestle under ringnavnet Terry "The Hulk" Boulder. I maj 1979 fik han sin første VM-titelkamp om NWA World Heavyweight Championship, men tabte.

### World Wrestling Federation (1979-1980)
I 1979 introducerede den tidligere verdensmester Terry Funk Bollea til ejeren af World Wrestling Federation (WWF) Vincent J. McMahon, der straks var imponeret over Bolleas karisma og fysiske udseende. McMahon, der ønskede at give ham et irsk navn, gav ham ringnavnet Hogan. Hogan kæmpede mod den regerende verdensmester i WWF, Bob Backlund, og begyndte ligeledes sin første fejde med André the Giant, der kulminerede i en kamp i august 1980. I denne periode i WWF wrestlede Hogan som heel-wrestler og havde Freddie Blassie som sin manager.

### New Japan Pro Wrestling (1980-1983)
Meget af Hogans tidlige succes inden for wrestling blev dog opnået i Japan i wrestlingorganisationen New Japan Pro Wrestling, da japanske wrestlingfans var begejstret for den store, blonde amerikaner. Hogan fik sin debut i maj 1980, mens han stadig var i WWF. Når Hogan wrestlede i Japan brugte han ofte en meget anderledes og mere teknisk wrestlingstil sammenlignet med den, han brugte i USA, som var mere associeret med Hogans massive fysiske styrke. I juni 1983 blev Hogan den første vinder af turneringen International Wrestling Grand Prix (IWGP) efter at have besejret den japanske wrestlinglegende Antonio Inoki i finalen af den stærkt besatte turnering med wrestlere fra hele verden.

### American Wrestling Association (1981-1983)
I 1981 besluttede Hogan sig for at indspille filmen Rocky III sammen med Sylvester Stallone, selvom ejeren af World Wrestling Federation, Vincent J. McMahon havde sagt, at han ikke måtte, hvilket endte med, at Hogan blev fyret fra WWF. Hogan fik i stedet for sin debut i American Wrestling Association (AWA), der var ejet af Verne Gagne. Hogan startede i AWA som heel-wrestler, men fans elskede den muskeløse Hogan, og han blev kort efter gjort til face-wrestler igen. Hogan begyndte at bruge Survivors "Eye of the Tiger" fra Rocky III-soundtracket på vej til ringen og blev hurtigt organisationens største stjerne. I løbet af 1983 kæmpede han mod AWA's regerende verdensmester, Nick Bockwinkel, og hans manager Bobby "The Brain" Heenan, men han var dog aldrig i stand til at vinde VM-titlen. I sin tid i AWA oplevede Hogan adskillige problemer med Verne Gagne og besluttede sig for at acceptere et tilbud om at komme tilbage til World Wrestling Federation, der i mellemtiden var blevet overtaget af McMahons søn Vince McMahon.

### World Wrestling Federation (1983-1993)

#### Hulkamania
Vince McMahon havde planer om at gøre World Wrestling Federation til en verdensomspændende organisation, og han udvalgte omhyggeligt Hulk Hogan til at være manden, der skulle være WWF's hovedattraktion pga. hans karisma og popularitet blandt wrestlingfans. Hogan vendte tilbage til WWF i slutningen af 1983, og i januar 1984 besejrede han den regerende verdensmester The Iron Sheik i Madison Square Garden og vandt dermed sin første VM-titel. Kommentatoren Gorilla Monsoon proklamerede straks efter titelsejren, at Hulkamania var kommet til WWF. Fremover kaldte Hogan ofte sine fans for "hulkamaniacs" i interviews og introducerede tre leveregler, som gik ud på, at hans fans skulle træne, bede deres bønner og spise masser af vitaminpiller. Senere begyndte Hogan også at fortælle sine fans, at de skulle tro på sig selv. Hogans udstyr bestod af røde og gule farver, og under Hogans entré til ringen rev han ofte sin T-shirt af overkroppen på dramatisk vis.
I sine første år i WWF blev Hulk Hogan WWF's ansigt udadtil samtidig med, at Vince McMahon forsøgte at skubbe WWF ind i den amerikanske popkultur, fx via MTV. WWF opnåede enorm succes og var i stand til at tiltrække en masse fans til organisationens shows, samt opnå en masse tv-seere. I marts 1985 blev den første WrestleMania produceret, og Hogan kunne sammen med sin tagteam-makker Mr. T besejre Roddy Piper og Paul Orndorff i showets main event. I den første episode af WWF's Saturday Night's Main Event forsvarede Hogan sin VM-titel i en kamp mod Cowboy Bob Orton. Hogans succes gjorde ham ligeledes til det mest efterspurgte navn i 1980'erne til Make-A-Wish Foundation, og han var på forsiden af bl.a. Sports Illustrated, TV Guide og People og var gæst på The Tonight Show. I perioden fra 1984 til 1993 var Hulk Hogan med i otte ud af ni main events ved WrestleMania.

#### Fire år som verdensmester (1984-1988)
I 1985 forsvarede Hogan sin VM-titel mod Nikolai Volkoff og Roddy Piper, mens han i 1986 mødte en række udfordrere, som fx Terry Funk, Don Muraco, King Kong Bundy (i en Steel Cage Match ved WrestleMania 2), Paul Orndorff og Hercules Hernandez. Ingen af dem var dog i stand til at besejre Hulk Hogan. I 1987 fik Hogan dog sin hårdeste modstander hidtil, da han blev sat til at møde André the Giant, der var ubesejret i 15 år, ved WrestleMania III. André the Giant havde været det største navn i wrestling i 1970'erne indtil Hulk Hogan kom frem. Hulk Hogan besejrede André the Giant ved WrestleMania III foran mere end 93.000 tilskuere. Under kampen løftede han den 235 kg tunge franskmand og vandt kort efter kampen.
Hulk Hogan forblev WWF's verdensmester i fire år og 13 dage, hvilket ikke siden er blevet overgået. Foran 33 millioner tv-seere tabte Hogan endelig sin VM-titel til André the Giant under en episode af The Main Event under kontroversielle omstændigheder, der bl.a. involverede "The Million Dollar Man" Ted DiBiase og dommeren Earl Hebner. WWF besluttede derfor, at en ny verdensmester skulle findes ved en VM-titelturnering ved WrestleMania IV i april 1988. Hogan og André the Giant mødtes i en rematch, men de blev begge diskvalificeret og dermed udelukket fra turneringen. Senere samme aften hjalp Hogan sin gode ven "Macho Man" Randy Savage med at vinde finalen og dermed også VM-titlen over Ted DiBiase.

#### Mega Powers (1988-1989)
Hulk Hogan dannede et tagteam sammen med Randy Savage (og hans manager Miss Elizabeth) efter Savages VM-titelsejr ved WrestleMania IV. De kæmpede herefter mod Ted DiBiase og André the Giant og besejrede dem ved WWF's SummerSlam i august 1988. I 1989 blev Hogan og Savage dog uvenner, da Savage blev jaloux over, at Hogan måske var interesseret i Miss Elizabeth, der var Savages kæreste. Efter en kamp mod The Twin Towers blev Hogan angrebet af Savage, og det resulterede i en VM-titelkamp ved WrestleMania V, hvor Hogan besejrede Savage og dermed vandt WWF's VM-titel for anden gang.

#### Verdensmester igen (1989-1992)
Hulk Hogan anden periode som WWF's verdensmester varede ét år. I den periode spillede han desuden også hovedrollen i filmen No Holds Barred. Denne film gav anledning til en fejde mellem Hogan og Tom Lister, Jr., der ligeledes havde spillet med i filmen. Lister optrådte i WWF under ringnavnet Zeus, og Hulk Hogan og Brutus Beefcake besejrede Zeus og Randy Savage ved WWF's SummerSlam i august 1989. Derudover besejrede Hogan uden problemer Zeus i en række singlekampe mod slutningen af 1989. I januar 1990 vandt Hulk Hogan for første gang til årlige Royal Rumble Match ved WWF's pay-per-view-show Royal Rumble. Ved WrestleMania VI tabte Hogan VM-titlen til Ultimate Warrior, der på daværende tidspunkt også var indehaver af WWF Intercontinental Championship. Det var første gang i sin tid i WWF, at Hulk Hogan tabte uden kontroversielle omstændigheder indblandet.
Hulk Hogan tog en længere pause fra wrestling, men vendte tilbage i august 1990 og besejrede den 250 kg tunge Earthquake ved WWF's SummerSlam. I januar 1991 blev han desuden den første wrestler, der vandt den traditionsrige Royal Rumble Match to år i træk. Hogan vandt WWF's VM-titel for tredje gang ved WrestleMania VII, da han besejrede Irak-sympatisøren Sgt. Slaughter i en VM-titelkamp. Hogan tabte VM-titlen igen til The Undertaker i november 1991, men vandt den tilbage igen få dage senere. Pga. kontroversielle omstændigheder involveret i begge VM-kampe, følte WWF sig nødsaget til at erklære VM-titlen for ledig igen. WWF ville kåre vinderen af Royal Rumble 1992 som ny verdensmester. Under den kamp blev Hulk Hogan elimineret af sin gode ven Sid Justice, og det endte med, at Ric Flair vandt VM-titlen. Hulk Hogan besejrede herefter Sid Justice ved WrestleMania VIII. I 1992 begyndte der at komme historier i medier om, at Hulk Hogan havde købt steroider, og han tog derfor orlov fra WWF en periode.

#### Hogan forlader WWF (1993-1994)
Hulk Hogan vendte tilbage til WWF i januar 1993 for at hjælpe sin gode ven Brutus Beefcake i hans fejde med Ted DiBiase og Irwin R. Schyster. Hogan og Brutus Beefcake tabte en tagteam-kamp om WWF's VM-bælter for tagteams til DiBiase og Schyster ved WrestleMania IX. Senere samme aften vandt Hogan sin femte VM-titel i WWF, da Yokozuna, der netop lige havde besejret den regerende verdensmester Bret Hart, udfordrede Hogan til en ny VM-titelkamp. Hogan besejrede Yokozuna på nogle få sekunder. Yokozuna vandt dog VM-titlen tilbage ved WWF's King of the Ring nogle få måneder senere, og dette blev Hogan sidste optræden i WWF indtil 2002, da han sammen med sin manager Jimmy Hart forlod organisationen. I 1994 vidnede Hogan imod Vince McMahon i en sag om salg af steroider. Hogan indrømmede under ed, at han havde brugt steroider siden 1976 for at blive større, men han sagde samtidig, at McMahon aldrig havde solgt steroider til ham eller beordret ham til at bruge dem. McMahon blev fundet ikke-skyldig.

### World Championship Wrestling (1994-2000)

#### Verdensmester i WCW (1994-1996)
Hulk Hogan vendte tilbage til wrestling i juni 1994, hvor han skrev kontrakt med World Championship Wrestling (WCW), der var WWF's største konkurrent på det amerikanske marked. I sin første kamp i WCW besejrede Hulk Hogan den 11-dobbelte og regerende verdensmester Ric Flair ved WCW's Bash at the Beach og vandt dermed WCW's VM-titel for første gang. Det var Hogans sjette VM-titel i alt. Kampen mellem Hogan og Flair blev omtalt i medierne som en sand drømmekamp, fordi begge wrestlere havde været hovedattraktionen i hver deres organisation i 1980'erne – Hogan i World Wrestling Federation og Flair i National Wrestling Alliance (NWA). De tog havde haft chancen for at mødes, da Flair skrev kontrakt med WWF i 1991, men kampen havde aldrig fundet sted ved et større pay-per-view-show.
Ric Flair fik en rematch måneden efter ved WCW's Clash of the Champions, men kort inden kampen blev Hulk Hogan angrebet af en ukendt, maskeret mand, mens han stod backstage og snakkede med sin manager Jimmy Hart og sin bedste ven Brother Bruti. Hogans knæ blev beskadiget, og kommentatorerne tvivlede på, at Hogan kunne deltage i showets main event mod Flair. Hulk Hogan trodsede dog lægernes advarsler og mødte op til kampen, som Ric Flair dog vandt, da en skadet Hulk Hogan blev talt ud (Hogan mistede dog ikke VM-titlen). I oktober 1994 fik Ric Flair en ny chance mod Hulk Hogan i en retirement match ved WCW's Halloween Havoc, som Hogan vandt, og Flair var derfor tvunget til at indstille karrieren – han vendte dog tilbage allerede næste forår.
Efter kampen mod Ric Flair kom den maskerede mand op i ringen, mens Hogan fejrede sejren med fansene. Ligesom i månederne forinden skulle den maskerede mand til at slå Hogan med sit baseballbat, men Hogan nåede at blokere slaget og fangede den maskerede mand, så hans identitet kunne afsløres. Det viste sig, at den maskerede mand var Brother Bruti, der var kendt som Brutus Beefcake i WWF og Hogans mange-årige ven og tagteam-partner. Brother Bruti, der nu kaldte sig The Butcher, dannede en heel-gruppe kendt som 3 Faces of Fear, sammen med Kevin Sullivan og Avalanche, i protest mod Hogans entré og dominans i WCW. Sammen med Sting og Dave Sullivan lykkedes det Hogan at vinde over 3 Faces of Fear ved Clash of the Champions i november. Ved Starrcade i december 1994 satte Hogan VM-titlen på spil mod The Butcher og forsvarede den med en sejr.
I 1995 forsvarede Hogan VM-titlen mod Vader ved WCW's SuperBrawl i februar 1995, og han gendannede tagteamet Mega Powers med Randy Savage, der netop havde skrevet kontrakt med WCW. Mega Powers fortsatte Hogans fejde med 3 Faces of Fear, samt Vader og Ric Flair, der var vendt tilbage til WCW. 3 Faces of Fear gik i opløsning efter flere forsøg på at besejre Hulk Hogan, men Kevin Sullivan gav ikke op og dannede i stedet for heel-gruppen Dungeon of Doom, hvis mål var at udrydde Hulkamania. I løbet af de næste par måneder sammenbragte Sullivan, nu kendt som The Taskmaster, en lang række spektakulære wrestlere til formålet, heriblandt Meng, Kamala, The Zodiac (tidligere The Butcher) og The Shark (tidligere Avalanche). Samtidig kæmpede Hogan mod Vader og Ric Flair, og det lykkedes Hogan at besejre Vader ved både Uncensored i marts og Bash at the Beach i juli.
I september 1995 begyndte WCW at sende et nyt ugentlig tv-program, WCW Monday Nitro, hver mandag aften samtidig med WWF Monday Night Raw – og en direkte seerkrig kendt som Monday Night Wars begyndte mellem de to dominerende wrestlingorganisationer. Under den første episode af Nitro forsvarede Hogan sin VM-titel mod Big Bubba Rogers. Samme måned blev Hogan endelig direkte udfordret ved WCW's Fall Brawl til en WarGames match (fire-mod-fire) mod Dungeon of Doom. På Hogans hold deltog Randy Savage og Sting, samt Lex Luger, der netop var vendt tilbage til WCW fra WWF og åbenlyst havde meldt ud, at han gik efter Hogans VM-titel. Trods diverse uenigheder med Luger sikrede Hulkamania sig en sejr over Dungeon of Doom (The Zodiac, Meng, The Shark og Kamala). Efter kampen blev Hogan dog voldsomt angrebet af The Taskmasters nyeste rekruttering, The Giant. The Giant var i stand til at besejre Hulk Hogan ved WCW's Halloween Havoc i oktober 1995, efter Hogans manager Jimmy Hart og senere Lex Luger vendte Hogan ryggen. Dermed mistede Hogan sin VM-titel efter 15 måneder som verdensmester – den længste periode i WCW's historie.
Med både Lex Luger og Jimmy Hart som seneste medlemmer af Dungeon of Doom frygtede Hogan, at også Sting, der fortsat var gode venner med Lex Luger, ville slutte sig til heel-gruppen. Under en episode af Monday Nitro mødte WCW's to største stjerner – Hogan og Sting – i en kamp. Det var første gang, at de to superstjerner gik i ringen mod hinanden. Lige som Sting stod til at tage sejren, angreb medlemmer fra Dungeon of Doom begge wrestlere og beviste, at Sting fortsat var loyal over for Hogan.
På trods af de kontroversielle omstændigheder, der omringede Hogans nederlag til The Giant, blev VM-titlen erklæret for ledig, og en ny verdensmester skulle findes i november 1995 ved WCW's World War 3 i den særlig 60 Men Battle Royal. I kampen, der inkluderede i alt 60 wrestlere, lykkedes det Hogan at eliminere The Giant, men umiddelbart efter kæmpede de to videre uden for ringen. Dommeren troede, at også Hogan var blevet elimineret og erklærede dermed Randy Savage som vinder af showets battle royal og ny verdensmester. Hulk Hogan fik revanche og besejrede The Giant ved WCW's SuperBrawl i februar 1996.
Måneden efter gik Hogan og Savage imod alle odds og besejrede otte wrestlere samme år i en speciel Tower of Doom-kamp ved WCW's Uncensored. The Alliance to End Hulkamania var en alliance mellem The Taskmasters Dungeon of Doom og Ric Flairs nyligt gendannede The Four Horsemen, men selv om de var otte-mod-to, fik Hogan og Savage sejren med hjælp fra The Booty Man (tidligere The Zodiac), der viste sig at have været Hogans "spion" i Dungeon of Doom.
Fans var dog ved at være trætte af Hogans gimmick som den evige superhelt, og på grund af den manglende opbakning og interesse fra WCW-fans valgte Hulk Hogan at tage pause fra WCW's ugentlige tv-programmer i et par måneder.

#### New World Order (1996-1999)
Under en kamp ved Bash at the Beach 1996 mellem The Outsiders (Kevin Nash og Scott Hall) mod Team WCW (Sting, Randy Savage og Lex Luger), vendte Hogan tilbage til WCW efter flere måneders pause og angreb sin gode ven og tagteam-makker Randy Savage, hvilket fuldstændig chokerede wrestlingfans verden over. Hulk Hogan havde vendt sine fans ryggen og var blevet en heel-wrestler for første gang i mere end ti år. Efter kampen gav Hogan et interview, hvor han forklarede, at fans og WCW ikke havde værdsat hans talent og værdi for organisationen, og han annoncerede dannelsen af heel-gruppen New World Order (nWo). Denne nye gruppe wrestlere fik massiv indflydelse i de følgende måneder og år og blev én af de mest indflydelsesrige grupper nogensinde inden for wrestling. Hogan lavede radikalt om på sit udseende med sort fuldskæg, og han skiftede sine røde og gule farver ud med sorte og hvide. Sidst men ikke mindst omdøbte han sig selv Hollywood Hogan, og otte dage efter Bash at the Beach vendte han tilbage til WCW's ugentlige tv-programmer.
Hollywood Hogan vandt WCW's VM-titel for anden gang i karrieren, da han besejrede The Giant i en VM-titelkamp ved WCW's Hog Wild i august 1996. Han spraypaintede "nWo" på det traditionsrige titelbælte, der har været symbolet på verdensmestre i wrestling siden 1905. nWo kaldte nu titlen for nWo World Heavyweight Championship. Hollywood Hogan forsvarede VM-titlen mod Randy Savage og senere mod ærkerivalen Roddy Piper. Hogan tabte VM-titlen til Lex Luger under en episode af WCW Monday Nitro i august 1997, men vandt den tilbage blot fem dage senere ved WCW's Road Wild 1997. Hogan tabte VM-titlen til Sting ved WCW's Starrcade 1997 i en kamp, der havde været under opsejling i 18 måneder. Sting og Hogan mødtes i en revanchekamp ved WCW's SuperBrawl VIII, men her vandt Sting også.
Hollywood Hogans rolle som leder af nWo blev forringet, efter han mistede VM-titlen. Randy Savage, der havde sluttet sig til nWo, vandt VM-titlen fra Sting og forlangte at overtage lederrollen i gruppen. Hollywood Hogan besejrede herefter Randy Savage i en VM-titelkamp og vandt titlen i WCW for fjerde gang. Det indbyrdes opgør mellem nWo-medlemmer betød dog, at gruppen delte sig i to. Hollywood Hogan blev leder af nWo Hollywood, mens Randy Savage og Kevin Nash dannede udbrydergruppen nWo Wolfpac. Hogan holdt titlen i to måneder, inden han blev besejret af WCW's nye superstjerne Goldberg, der fortsat var ubesejret, under en episode af WCW Monday Nitro i juli 1998. Hogan meddelte, at han ville indstille karrieren, efter han havde besejret Warrior i en revanchekamp fra deres WrestleMania VI-kamp ved WCW's Halloween Havoc 1998.
Efter et par måneder væk fra tv vendte Hollywood Hogan tilbage til WCW Monday Nitro og udfordrede den nykårede verdensmester Kevin Nash – lederen af nWo Wolfpac – til en VM-titelkamp. Hogan vandt kampen, men under meget kontroversielle omstændigheder. Han prikkede stille og roligt til Kevin Nash, som faldt dramatisk i gulvet. Hele episoden, der senere er blevet kaldt Fingerpoke of Doom, var et led i genforeningen af de to nWo-grupper. Hollywood Hogan forsvarede VM-titlen mod Ric Flair ved WCW's SuperBrawl IX, men tabte en revanchekamp og titlen til Ric Flair måneden efter. I disse kampe opstod der dog tegn på, at Hollywood Hogan var ved at blive populær blandt fans verden rundt igen, men et knæskade forårsaget af Diamond Dallas Page satte dog en midlertidig stopper for Hogans tilbagevenden som face-wrestler.

#### Hulkamania vender tilbage (1999)
Under en episode af Nitro d. 12. juli 1999 vendte Hollywood Hogan tilbage til WCW og udfordrede Randy Savage, der aftenen inden havde vundet VM-titlen ved WCW's Bash at the Beach. Med hjælp fra Kevin Nash kunne Hollywood Hogan vinde VM-titlen for sjette og sidste gang i World Championship Wrestling. Nash forlangte dog, at han måtte få en VM-titelkamp ved WCW's Road Wild måneden efter, og de to begyndte en fejde. Under en episode af Nitro d. 9. august 1999 startede Hogan aftenen ud med at have sine sædvanlige sorte og hvide farver på. Da Hogan senere kom ud til ringen for at deltage i en 6-man tagteam-match sammen med Sting og Goldberg mod Kevin Nash, Rick Steiner og Sid Vicious, havde han for første gang i mere end tre år de klassiske gule og røde Hulkamania-farver på. Hulk Hogan forsvarede VM-titlen mod Kevin Nash ved WCW's Road Wild weekenden efter. Hulk Hogan forsvarede også VM-titlen mod Sid Vicious, inden han tabte den til Sting ved WCW's Fall Brawl i september i en kamp, hvor Sting slog Hogan i hovedet med et baseballbat. Den nyansatte booker i WCW, Vince Russo, bad Hogan om at tage en pause fra wrestling. Det gik Hogan med til, men han var i forvejen booket til at møde Sting i en revanchekamp om VM-titlen ved WCW's Halloween Havoc i oktober. Hogan kom til ringen før kampen mod Sting i sit normale tøj og lagde sig ned for ham, så Sting let kunne få sejren via pinfall. Hogan forsvandt herefter nogle måneder fra WCW's tv-programmer.

#### Konflikter med Vince Russo og farvel til WCW (2000)
Efter Hulk Hogans kontroversielle kamp mod Sting i oktober 1999 gik der nogle måneder, inden Hogan vendte tilbage for en sidste omgang i WCW, men der var stadig problemer mellem ham og WCW's nye booker, Vince Russo. WCW var i gang med at etablere en masse nye wrestlere og ville have mindre fokus på legender som eksempelvis Hulk Hogan. I de første måneder kæmpede Hogan i mindre fejder med bl.a. Billy Kidman og Lex Luger.
Ved Bash at the Beach i juli 2000 var Hogan dog involveret i en kontroversiel og ægte episode med Vince Russo, der i sidste ende fik Hogan til at forlade WCW efter seks år i organisationen. Hogan var programsat til at møde den regerende verdensmester Jeff Jarrett. Inden kampen var der uenighed om kampens udfald mellem Hogan og Vince Russo. Da Hogan skrev kontrakt med WCW i 1994, blev der lavet en klausul, så Hogan kunne være med til at bestemme udfaldet af sine egne kampe, og selv om han – ifølge Eric Bischoff – aldrig gjorde brug af denne klausul, var det tilfældet ved Bash at the Beach ifølge Russo. Uden at Hogan vidste noget om det, sagde Russo til Jeff Jarrett, at han bare skulle lægge sig i ringen – ligesom Hogan havde gjort mod Sting året inden – og lade ham få sejren. En tydeligvis frustreret Hogan tog sejren og derefter mikrofonen og spurgte Russo, om det var hans idé. Så fortsætte han med at fortælle, at sådan noget var årsagen til, at WCW var ved at gå fallit. Hogan forlod ringen og kom aldrig tilbage til WCW igen. Året efter gik WCW konkurs og blev solgt til World Wrestling Federation (WWF).
Episoden ved Bash at the Beach markerede dog det tidspunkt, hvor det blev offentligt kendt, at Hulk Hogan havde "kreativ kontrol" over sin wrestlingrolle og sine kampe, og det har han modtaget en del kritik for. Mange tror, at årsagen til klausulen er, at han så kunne "begrave" trusler mod sin plads som den højest betalte wrestler i verden. Samme aften ved showet fortalte Russo, at han og Hogan havde skændtes hele dagen om, hvem der skulle vinde VM-titelkampen. Eftersom Hogan nægtede at tabe til Jarrett, blev WCW nødt til at lave en helt ny VM-titel, og samme aften mødtes Jeff Jarrett og Booker T i en VM-titelkamp. Hogan blev dog aldrig anerkendt for sin VM-titelsejr, og han dermed kun noteret for seks VM-titelsejre i WCW.
Det er blevet heftigt debatteret, om fejden mellem Hogan og Russo var aftalt spil og planlagt (ligesom andre fejder inden for wrestling). Ifølge Russo var det hele planlagt, men ifølge Hogan var det ikke planen, at han skulle fyres. Hogan har sagt, at han og Russo fejrede, hvordan Bash at the Beach forløb, men at det ikke var meningen, at Hogan skulle forlade WCW. Som resultat heraf sagsøgte Hogan også Russo, og sagen blev først afsluttet i 2002.
I månederne efter WCW's konkurs i marts 2001 blev Hulk Hogan opereret i sine knæ, så han kunne wrestle igen. Hogan wrestlede en testkamp i Orlando, Florida for Jimmy Harts nystartede wrestlingorganisation Xcitement Wrestling Federation (XWF), hvor han besejrede Curt Hennig. Hogan klarede kampen fint og accepterede en kontrakt fra sin gamle wrestlingorganisation World Wrestling Federation (WWF) i februar 2002.

### World Wrestling Federation/World Wrestling Entertainment (2002-2003)

#### Ubestridte verdensmester (2002)
Under ringnavnet Hollywood Hogan vendte Bollea tilbage til organisationen, der havde gjort ham til et ikon inden for popkultur ved WWF's No Way Out i februar 2002. Hogan gendannede den originale nWo-gruppen sammen med Kevin Nash og Scott Hall, og de konfronterede nogle af WWF's nye superstjerner The Rock og Steve Austin. The Rock besejrede Hollywood Hogan i en historisk kamp ved WrestleMania X8. Selvom det var meningen, at Hollywood Hogan skulle wrestle som heel, var fans så begejstret for Hogans comeback, at de tiljublede ham mere end The Rock. Efter The Rocks sejr gav de hinanden et håndtryk, hvilket fik nWo til at angribe Hollywood Hogan. The Rock hjalp kort efter Hogan, som dermed blev face-wrestler igen. Hollywood Hogans popularitet gav en chancen for at vinde VM-titlen i WWF for første gang siden 1993. Hollywood Hogan besejrede Triple H ved WWF's Backlash og blev dermed den ubestridte verdensmester (VM-titlerne i WCW og WWF var blevet forenet året forinden). Hogan tabte måneden efter titlen til The Undertaker. I juli 2002 vandt Hogan sammen med Edge WWE Tag Team Championship, som de tabte igen kort efter. Hogan tog en kort pause fra wrestling, inden han vendte tilbage til en ny kamp mod The Rock i 2003, som han igen tabte. Ved WrestleMania XIX besejrede Hogan ejeren af World Wrestling Entertainment, Vince McMahon.

#### Mr. America (2003)
I sommeren 2003 begyndte Bollea at wrestle under ringnavnet Mr. America. Mr. America var en gimmick, der skulle forestille at være Hulk Hogan i forklædning, og han bar derfor en maske. Mr. America brugte Hulk Hogans "Real American"-musik på vej til ringen og alle andre af Hulk Hogans særlige kendetegn. Hogan var nødt til at wrestle i forklædning efter sit nederlag til Vince McMahon ved WrestleMania XIX, fordi ejeren af World Wrestling Entertainment ikke ønskede Hulkamania i sin organisation længere. McMahon prøvede forgæves at bevise, at Mr. America i virkeligheden var Hulk Hogan, men Mr. America fortsatte sin gang i WWE og fik en kamp mod Hogans ærkerival Roddy Piper ved WWE's Judgment Day i maj 2003. Mr. Americas sidste optræden i WWE var under en episode af SmackDown! d. 26. juni 2003, hvor han sammen med Kurt Angle og Brock Lesnar tabte en kamp til Big Show, Shelton Benjamin og Charlie Haas. Ugen efter forlod Bollea organisationen i frustration over hele sin gimmick.

### World Wrestling Entertainment (2005-2006)

#### Hall of Fame (2005-2006)
I ugerne op til WrestleMania 21 meddelte World Wrestling Entertainment, at Hulk Hogan ville blive indsat i WWE Hall of Fame aftenen inden WrestleMania 21. Det blev skuespilleren Sylvester Stallone, som Hogan havde arbejdet sammen i filmen Rocky III, der indsatte Hulk Hogan i WWE Hall of Fame d. 2. april 2005. Fans klappede i flere minutter, efter Hogan var blevet præsenteret af Stallone, og flere fans blev ved med at råde "One more match!" ("en kamp mere"). Aftenen efter under WrestleMania 21 kom Hogan ud til ringen i sine karismatiske gule og røde farver og reddede Eugene, der var ved at blive tæsket af Muhammad Hassan og Khosrow Daivari.
Aftenen efter WrestleMania 21 under en episode af WWE's RAW blev fanfavoritten Shawn Michaels angrebet af Hassan og Daivari. Ugen efter spurgte Michaels, om Hogan ikke havde lyst til at møde de to i en tagteam-kamp. Shawn Michaels og Hulk Hogan besejrede Hassan og Daivari ved WWE's Backlash. Nogle uger efter var Shawn Michaels og Hulk Hogan i stand til at besejre Carlito og Kurt Angle i en tagteam-kamp, men umiddelbart efter kampen sparkede Michaels med vilje Hogan i hovedet. Ugen efter blev Hulk Hogan udfordret af Shawn Michaels til en kamp ved WWE's SummerSlam i august 2005. Hogan besejrede Michaels ved SummerSlam.
Hulk Hogan vendte tilbage til WWE i foråret 2006 for at præsentere sin gode ven "Mean" Gene Okerlund i WWE Hall of Fame. Det gav også anledning til endnu et comeback til ringen for Hogan, der besejrede Randy Orton i en kamp ved WWE's SummerSlam i august 2006. Det er indtil videre Hulk Hogan sidste kamp i WWE.

### Memphis Wrestling (2007)
Efter Hulk Hogan havde forladt WWE endnu engang, blev han tilbudt at wrestle mod Jerry "The King" Lawler i den mindre wrestlingorganisation Memphis Wrestling. Organisationen havde promoveret kampen i flere måneder, inden World Wrestling Entertainment, hvor Lawler fungerede som kommentator, forbød ham at wrestle mod Hogan. Lawler blev erstattet af den tidligere WWE-wrestler Paul Wight, som havde wrestlet som Big Show i World Wrestling Entertainment og som The Giant i World Championship Wrestling. Hulk Hogan besejrede Paul "The Great" Wight ved PMG Clash of Legends d. 27. april 2007.

### Total Nonstop Action Wrestling (2009-2013)

#### Nye tider i TNA (2009-2010)
I oktober 2009 skrev Hogan kontrakt med Total Nonstop Action Wrestling (TNA), og det markerede dermed Hogans comeback til wrestling på fuld tid for første gang siden 2003. Hogan sagde, at det var usikkert, om han ville wrestle i organisationen.
I slutningen af november 2009 gjorde han imidlertid comeback til ringen i Australien på en turné med titlen Hulkamania: Let the Battle Begin, som Hogan selv havde arrangeret, inden han skrev kontrakt med TNA. Turnéen bestod af fire shows i fire australske storbyer med wrestlere som fx Brutus Beefcake, Nasty Boys og Ken Kennedy. Hulk Hogan besejrede Ric Flair ved alle fire shows. Med sejrene over Paul Wight, Randy Orton, Shawn Michaels og senest Ric Flair har Hulk Hogan faktisk ikke tabt en wrestlingkamp siden 2003.
Hulk Hogan fik sin livedebut på TNA's ugentlige tv-program Impact! 4. januar 2010, hvor TNA havde arrangeret en speciel udgave af Impact!, som skulle gå live direkte mod WWE's RAW, ligesom WCW Monday Nitro gjorde i 1990'erne under Monday Night Wars. Under denne episode af Impact! vendte også Scott Hall og Sean Waltman tilbage til wrestling, og de ønskede at gendanne New World Order (nWo) sammen med Hogan og Kevin Nash. Hogan ønskede dog ingen del i det, fordi han mente, at det var en anden tid nu.
Hulk Hogan tog wrestleren Abyss under sine vinger i februar 2010 og gav ham sin Hall of Fame-ring, så Abyss også kunne blive en "wrestlinggud". Hogan gjorde comeback til ringen 8. marts 2010, hvor TNA Impact! gik over til at sende direkte mod WWE's RAW hver mandag aften – ligesom World Championship Wrestling med WCW Monday Nitro gik direkte imod RAW i 1995. I en tagteam-kamp med Abyss besejrede han den regerende verdensmester A.J. Styles og den 16-dobbelte verdensmester Ric Flair. Ved TNA's Lockdown vandt Team Hogan (bestående af Abyss, Jeff Jarett, Jeff Hardy og Rob Van Dam) over Team Flair (bestående af Sting, Desmond Wolfe, Robert Roode og James Storm). Det lykkedes dog ikke Impact! at holde på seerne, og TNA gik tilbage til at sende tv-programmet forskudt torsdag aften i stedet for live mandag aften, og dermed var det en relativ kort genoplivning af Monday Night Wars.

#### Immortal og fejde med Sting (2010-2013)
Abyss vendte sig i juni 2010 mod Hogan og forklarede, at han blev styret af noget, der snart ville komme til TNA. De næste par måneder arbejdede Hogan sammen med Eric Bischoff, Jeff Jarrett og Samoa Joe mod Sting og Kevin Nash, der påstod, at Hogan og Bischoff var i gang med at lave noget mærkværdigt. Samtidig angreb Abyss den regerende verdensmester Rob Van Dam så voldsomt, at han var nødsaget til at opgive sin VM-titel. Abyss angreb også TNA's præsident Dixie Carter, og hun underskrev derfor Abyss' fyreseddel, der var blevet leveret af Eric Bischoff. Abyss' sidste kamp skulle foregå mod netop Rob Van Dam ved Bound for Glory i oktober 2010. Hogan var programsat til at wrestle sammen med Jarrett og Joe mod Sting, Kevin Nash og D'Angelo Dinero ved Bound for Glory, men han var nødsaget til at misse showet, pga. en alvorlig rygoperation. Til trods for det overraskede Hogan alle ved at møde op ved showets main event (en VM-titelkamp mellem Kurt Angle, Jeff Hardy og Mr. Anderson), hvor Hogan chokerede sine fans ved at vende sin gode ven Kurt Angle ryggen. Han snød og hjalp Hardy (sammen med Bischoff) til at vinde den ledige VM-titel. Hogan blev dermed heel-wrestler for første gang siden 2002, og han fejrede Hardys VM-titelsejr i ringen efter kampen sammen med Bischoff, Jarrett og Abyss. På den efterfølgende udgave af Impact! afslørede Bischoff, at Dixie Carter ikke havde underskrevet Abyss' fyreseddel, men underskrevet nogle papirer, der gav Bischoff og Hogan kontrol over TNA. Samtidig dannede Bischoff og Hogan en ny heel-gruppe med navnet Immortal, og de lavede samme aften også en alliance med Ric Flairs heel-gruppe Fortune. Hogan forlod dog TNA i nogle måneder for at blive opereret i ryggen.
Hogan vendte tilbage til TNA d. 3. marts 2011 under en episode af Impact!, hvor han proklamerede sig selv som den nye ejer af TNA, efter at han havde vundet en retssag mod TNA's præsident, Dixie Carter. Samme aften tabte TNA-verdensmesteren Jeff Hardy (fra Hogans Immortal) VM-titlen til Sting, der også vendte tilbage efter en længere pause. I foråret 2011 mistede Hogan kontrollen med TNA til Mick Foley, og de skulle have fejdet, men Foley forlod TNA, inden fejden kunne blive til noget. I stedet for begyndte Hogan at blande sig i Stings kampe, og Hogan var skyld i, at Sting mistede VM-titlen. Derefter blev Hogan udfordret af Sting til en kamp ved TNA's Bound for Glory i oktober 2011, og Hogan måtte se sig besejret i sin første singlekamp i TNA nogensinde. Det var Hogans første nederlag siden 2003, hvor han seneste tabte i WWE. Efter kampen bad Sting om Hogans hjælp til at bekæmpe Immortal, og Hogan vendte sig imod sin egen heel-gruppe og slog Eric Bischoff i hovedet. Sting og Hogan forlod ringen sammen.
Efter en kort pause fra TNA vendte Hulk Hogan tilbage til ringen i januar 2012 på en turné i Storbritannien. Til manges overraskelse wrestlede Hogan på turnéen, og sammen med Sting og James Storm besejrede han Bobby Roode, Bully Ray og Kurt Angle i en six-man tag match i Nottingham. Det var dog begrænset, hvad Hulk Hogan bidrog med til TNA, særligt i ringen, og han fik ikke forlænget sin kontrakt, da den udløb i slutningen af 2013.

### WWE (2014-nu)

#### Vært for WrestleMania XXX (2014)
I februar 2014 vendte Hulk Hogan tilbage til WWE efter syv års fravær. Hulk Hogan blev præsenteret som vært ved WrestleMania XXX, hvor han blandt andet åbnede showet i et segment med The Rock og Steve Austin, samt stod for Andre the Giant Memorial Battle Royal. Aftenen inden havde Hulk Hogan sammen med sine børn og sin nye kone siddet på forreste række ved WWE Hall of Fame, hvor blandt andre ærkerivalen Ultimate Warrior blev optaget.

## Andre medier

### Film- og tv-roller
Hulk Hogans popularitet gav ham adskillige roller som skuespiller både på tv og film. I 1982 spillede han rollen Thunderlips i Sylvester Stallone-filmen Rocky III. Derudover medvirkede han også i No Holds Barred (1989), Suburban Commando (1991), Mr. Nanny (1991), Santa with Muscles (1996) og 3 Ninjas: High Noon at Mega Mountain (1998). I 1994 fik han desuden også sin egen tv-serie Thunder in Paradise, der i Danmark blev sendt på TV 3 med den danske titel Torden i paradis. Hogan har også medvirket i enkelte afsnit af tv-serier som fx The A-Team, Suddenly Susan og Walker, Texas Ranger. I 2008 blev han vært på American Gladiators, og samme år var han også vært og dommer i sit eget realityprogram Hulk Hogan's Celebrity Championship Wrestling (CCW), hvor en række kendte mennesker skulle lære at begå sig som wrestlere. CCW's titel blev vundet af Hogans gode ven Dennis Rodman.

### Hogan Knows Best
I juli 2005 begyndte den amerikansk tv-station VH1 at sende et nyt reality-show med titlen Hogan Knows Best, som koncentrerede sig om Hogan-familien. I serien medvirkede Hulk Hogan og hans daværende kone Linda, samt deres børn Brooke og Nick. Serien fandt sted i familiens hjem i Florida og handlede om de enkelte familiemedlemmers anstrengelser om at opfylde deres drømme. 16-årige Brooke forsøger eksempelvis at slå igennem i musikbranchen, mens hendes lillebror Nick på 14 år overvejer at blive racerkører og wrestler. Siden 2008 har serien skiftet navn til Brooke Knows Best og fokuserer nu primært på Brooke.

### Musik
Hulk Hogan and the Wrestling Boot Band udgav i 1994 albummet Hulk Rules. Derudover har Hulk Hogan igennem sin wrestling-karriere haft forskellig slags musik spillet på vej til ringen.
- "Eye of the Tiger" – Survivor

Dette var det første stykke musik nogen wrestler nogensinde havde fået spillet på vej til ringen. Sangen stammer fra filmen Rocky III, hvor Hulk Hogan spillede rollen som Thunderlips.
- "Real American" – Rick Derringer

Den klassiske Real American er hvad de fleste kendetegner ved Hulkamania. Fra de tidligste dage af Hulkamania blev denne sang spillet og Hogan brugte den indtil han forlod World Wrestling Federation i 1993. Hogan genoptog brugen af Real American igen i 2002 i sin VM-titelkamp mod Triple H og bruger den fortsat i dag.
- "American Made" – Hulk Hogan and the Wrestling Boot Band

Da Hogan begyndte at wrestle i World Championship Wrestling kunne man ikke længere bruge "Real American". Derfor indspillede Hulk Hogan og hans band en ny guitarrocksang, der skulle spilles, når han kom til ringen. "American Made" debuterede, ligesom Hogan, i VM-titelkampen mod Ric Flair i 1994. "American Made" blev brugt indtil 1996 (hvor han kom med i nWo), men spillet igen i 1999, da Hogan for en kort periode vendte tilbage i gult og rødt. Hulk Hogan wrestlede en enkelt kamp i XWF mod Curt Hennig, og dér brugte han også "American Made".
- "nWo Theme"

Hollywood Hogan dannede New World Order i 1996 sammen med Kevin Nash og Scott Hall, og det var meget naturligt, at Hogan brugte deres musik når han skulle til ringen.
- "nWo Wolfpac Theme"

Hollywood Hogan genforenede nWo med Kevin Nash i starten af 1999 og i den første halvdel af 1999 kom han til ringen ved lyden af nWo Wolfpacs musik.
- "Voodoo Child (Slight Return)" – Jimi Hendrix Experience

Hollywood Hogan fik dog efterhånden sin egen musik, der adskilte sig fra de øvrige medlemmer af nWo. Det var denne Jimi Hendrix-klassiker, som Hogan brugte helt frem til 1999 og igen fra 2002 i World Wrestling Federation.

## Privatliv
Terry Bollea blev gift med Linda Claridge og sammen har de datteren Brooke og sønnen Nick. De medvirkede alle i reality-showet Hogan Knows Best. Bolleas 17-årige søn, Nick, blev idømt otte måneders fængsel i november 2007, efter han havde været involveret i et biluheld, hvor medpassageren blev alvorligt kvæstet. Samme måned søgte Bolleas kone om skilsmisse, og parret blev skilt efter 24 års ægteskab. Bollea lever nu sammen med sin datter. Bollea har haft adskillige problemer med helbredet de seneste par år, specielt rygproblemer, der er et resultat af de mange år som wrestler.

## VM-titler
Hulk Hogan er en 12-dobbelt verdensmester. Han har vundet VM-titlen seks gange i World Wrestling Entertainment og seks gange i World Championship Wrestling. I alt har Hogan været verdensmester i 3.361 dage, hvilket kun Verne Gagne, Bruno Sammartino, Lou Thesz og Ric Flair har overgået.
| Nr. | VM-titel                           | Modstander     | Org. | Dato             | Show                  | Dage  | Efterfølger      |
| --- | ---------------------------------- | -------------- | ---- | ---------------- | --------------------- | ----- | ---------------- |
| 1   | WWF Championship                   | The Iron Sheik | WWF  | 23. januar 1984  | Liveshow              | 1.474 | André the Giant  |
| 2   | WWF Championship                   | Randy Savage   | WWF  | 2. april 1989    | WrestleMania V        | 364   | Ultimate Warrior |
| 3   | WWF Championship                   | Sgt. Slaughter | WWF  | 24. marts 1991   | WrestleMania VII      | 248   | The Undertaker   |
| 4   | WWF Championship                   | The Undertaker | WWF  | 3. december 1991 | This Tuesday in Texas | 1     | Ledig            |
| 5   | WWF Championship                   | Yokozuna       | WWF  | 4. april 1993    | WrestleMania IX       | 70    | Yokozuna         |
| 6   | WCW World Heavyweight Championship | Ric Flair      | WCW  | 17. juli 1994    | Bash at the Beach     | 469   | The Giant        |
| 7   | WCW World Heavyweight Championship | The Giant      | WCW  | 10. august 1996  | Hog Wild              | 359   | Lex Luger        |
| 8   | WCW World Heavyweight Championship | Lex Luger      | WCW  | 9. august 1997   | Road Wild             | 141   | Sting            |
| 9   | WCW World Heavyweight Championship | Randy Savage   | WCW  | 20. april 1998   | WCW Monday Nitro      | 77    | Goldberg         |
| 10  | WCW World Heavyweight Championship | Kevin Nash1    | WCW  | 4. januar 1999   | WCW Monday Nitro      | 69    | Ric Flair        |
| 11  | WCW World Heavyweight Championship | Randy Savage   | WCW  | 12. juli 1999    | WCW Monday Nitro      | 62    | Sting            |
| 12  | WWF Undisputed Championship        | Triple H       | WWF  | 21. april 2002   | Backlash              | 28    | The Undertaker   |

1 Fingerpoke of Doom: Nash lagde sig ned for Hogan, så Hogan let kunne vinde kampen. Sammen gendannede de efterfølgende New World Order (nWo) med Hogan som verdensmester.